# 生駒市立生駒南小学校
生駒市立生駒南小学校（いこましりつ いこまみなみしょうがっこう）は、奈良県生駒市萩原町にある公立小学校。

## 通学区域
- 萩原町、藤尾町、西畑町、鬼取町、小倉寺町、大門町、有里町、小瀬町、青山台、小平尾町[1]

## 通学区域が隣接している学校
- 生駒市立生駒東小学校
- 生駒市立壱分小学校
- 奈良市立富雄第三小学校
- 大和郡山市立矢田小学校
- 生駒市立生駒南第二小学校
- 平群町立平群北小学校
- （大阪府）東大阪市立上四条小学校
- （大阪府）東大阪市立枚岡東小学校